# USS LST-720
O USS LST-720 foi um navio de guerra norte-americano da classe LST que operou durante a Segunda Guerra Mundial.